# پری‌شاهرخ کلاه‌دار
پری‌شاهرخ کلاه‌دار (نام علمی: Icterus cucullatus) نام یک گونه از سرده پری‌شاهرخ بر جدید است.